# The Year's Best Science Fiction

The Year's Best Science Fiction a fost o serie de antologii de literatură științifico-fantastică care au fost editate de antologatorul american Gardner Dozois până la moartea sa în 2018. Seria, care nu are nicio legătură cu titlul și tematica similară a seriei similare Year's Best SF, a fost publicată de St. Martin's Griffin. Colecțiile au fost publicate anual timp de 35 de ani începând cu 1984.
În limba română au apărut 8 volume ca Antologiile Gardner Dozois la Editura Nemira.
În Marea Britanie, seria a fost intitulată The Mammoth Book Of The Best New Science Fiction și a fost publicată de Robinson. The Fourth Annual Collection in the US (A patra colecție anuală din SUA), în 1987, a devenit prima carte din „seria Mammoth” din Marea Britanie. În următorii cinci ani, din 1988 până în 1993, seria din Marea Britanie a fost intitulată Best New SF (de la #2 până la #7).

## SeriaBest of the Best
În 2005, Dozois a editat prima compilație „Best of the Best”. Un al doilea volum a fost publicat în 2007. Compilația respectivă și întreaga serie au fost relansate sub formă electronică în octombrie 2012.
La un an după moartea lui Dozois, în 2019 a fost publicat un volum "Very Best of the Best" („Foarte bun dintre cele mai bune”).

## Volume
- The Year's Best Science Fiction: First Annual Collection (1984)
- The Year's Best Science Fiction: Second Annual Collection (1985)
- The Year's Best Science Fiction: Third Annual Collection (1986)
- The Year's Best Science Fiction: Fourth Annual Collection (1987)
- The Year's Best Science Fiction: Fifth Annual Collection (1988)
- The Year's Best Science Fiction: Sixth Annual Collection (1989)
- The Year's Best Science Fiction: Seventh Annual Collection (1990)
- The Year's Best Science Fiction: Eighth Annual Collection (1991)
- The Year's Best Science Fiction: Ninth Annual Collection (1992)
- The Year's Best Science Fiction: Tenth Annual Collection (1993)
- The Year's Best Science Fiction: Eleventh Annual Collection (1994)
- The Year's Best Science Fiction: Twelfth Annual Collection (1995)
- The Year's Best Science Fiction: Thirteenth Annual Collection (1996)
- The Year's Best Science Fiction: Fourteenth Annual Collection (1997)
- The Year's Best Science Fiction: Fifteenth Annual Collection (1998)
- The Year's Best Science Fiction: Sixteenth Annual Collection (1999)
- The Year's Best Science Fiction: Seventeenth Annual Collection (2000)
- The Year's Best Science Fiction: Eighteenth Annual Collection (2001)
- The Year's Best Science Fiction: Nineteenth Annual Collection (2002)
- The Year's Best Science Fiction: Twentieth Annual Collection (2003)
- The Year's Best Science Fiction: Twenty-First Annual Collection (2004) 
  - Best of the Best: 20 Years of the Year's Best Science Fiction (2005) (Antologie a edițiilor anterioare Year's Best Science Fiction)
- The Year's Best Science Fiction: Twenty-Second Annual Collection (2005)
- The Year's Best Science Fiction: Twenty-Third Annual Collection (2006)
  - Best of the Best Volume 2: 20 Years of the Year's Best Short Science Fiction Novels (2007) (Antologie a edițiilor anterioare Year's Best Science Fiction)
- The Year's Best Science Fiction: Twenty-Fourth Annual Collection (2007)
- The Year's Best Science Fiction: Twenty-Fifth Annual Collection (2008)
- The Year's Best Science Fiction: Twenty-Sixth Annual Collection (2009)
- The Year's Best Science Fiction: Twenty-Seventh Annual Collection (2010)
- The Year's Best Science Fiction: Twenty-Eighth Annual Collection (2011)
- The Year's Best Science Fiction: Twenty-Ninth Annual Collection (2012)
- The Year's Best Science Fiction: Thirtieth Annual Collection (2013)
- The Year's Best Science Fiction: Thirty-First Annual Collection (2014)
- The Year's Best Science Fiction: Thirty-Second Annual Collection (2015)
- The Year's Best Science Fiction: Thirty-Third Annual Collection (2016)
- The Year's Best Science Fiction: Thirty-Fourth Annual Collection (2017)
- The Year's Best Science Fiction: Thirty-Fifth Annual Collection (2018)
  - The Very Best of the Best: 35 Years of The Year's Best Science Fiction (Antologie a edițiilor anterioare Year's Best Science Fiction)

## Traducere
În limba română unele volume au apărut ca Antologiile Gardner Dozois la Editura Nemira.
Volumul 1 publicat în noiembrie 2007 de Nemira conține de fapt o partea a volumului 23 original, iar volumul 2 publicat de Nemira conține de fapt partea a doua a volumului 23 original (The Year's Best Science Fiction: Twenty-Third Annual Collection).
Ultimul număr publicat, volumul 8 a apărut la Nemira la 14 aprilie 2014 cu povestiri traduse de Alexandra Voicu, Alina Bilciurescu, Cătălin Constantinescu, Maria Drăguț, Oana Chițu.

## Vezi și
- Year's Best Fantasy and Horror